# Mike Ratera
Mike o Miguel Ratera Sarrá es un historietista e ilustrador español, nacido en Barcelona el 14 de julio de 1960.

## Biografía
Estudia en la Escuela Massana Bellas Artes, pero solo durante un año y medio, optando por confundar en 1981 el fanzine Zero, donde iniciarán su trayectoria reputados autores de su generación, como José María Beroy, Ricard Castells, Das Pastoras, Pascual Ferry, Antoni Garcés o Miguelanxo Prado. 
Al final ya del boom del cómic adulto, publica en revistas como Rambla, El Víbora y Makoki. Desde 1983, monta talleres de aprendizaje de técnicas del cómic por los salones de cómic de toda España y en 1986, se convierte en profesor en la Escuela de cómic Joso de Barcelona.
A principios de los años 90, puede dar rienda suelta a su gusto por el terror y la fantasía al dar el salto a las publicaciones de Josep Toutain Totem y Creepy. En esta última publica Hunter, su primera serie larga, protagonizada por un psicópata al estilo de Viernes 13 que representaba también una cierta crítica al puritanismo de la Norteamérica de Ronald Reagan durante los años 80.
Después del cierre de Selecciones Ilustradas, realiza Broadway (1993) para la revista Comix Internacional de Ediciones Zinco y la miniserie de 6 números Hamramr (1995) para Glénat España en formato de miniserie de 6 números, además de una serie de trabajos que el autor considera "puramente alimenticios" para Marvel UK como Supersoldiers (1993).
Con la realización de la novela gráfica Conan the Conqueror - Walls of Worclaw (1996) para Marvel Italia, empieza a centrar su carrera en el género de la fantasía heroica, creando la miniserie de 4 números Witchfinders (1997-2000) para la Línea Laberinto de Planeta de Agostini y, ya para el mercado francés, en color y con guion de Jean-Marc Lofficier, King Kabur (Semic, 2001-2003). 
Desde entonces, ha alternado la industria francesa y la estadounidense: Bad Légion (Soleil Productions, 2006) con guion de Nicolas Tackian y Miquel; Spike vs Dracula (IDW Publishing) y Le Chant des Elfes con guion de Bruno Falba (Soleil Productions, 2008-).